# Hrvatska narodna milicija (Subotica)
Subotička Hrvatska narodna milicija (lat. Illyrica nationalis militia) je bila oružana postrojba Subotičkog šanca, koji je administrativno potpadao pod Potisku vojnu krajinu sa sjedištem u Segedinu. Osnovana je prilikom obrazovanja Potiske vojne krajine na prijelazu iz 17. u 18. stoljeće, a rasformirana je prilikom razvojačenja Subotičkog šanca 1743. 
Pripadnici subotičke Hrvatske narodne milicije se u latinskim izvorima nazivaju militares, a u hrvatskim pak militari. Milicija je sadržala i pješadijske i konjičke odrede. Glede narodnosti, uglavnom su je činili bunjevački Hrvati. Neposredno zapovjedništvo nad milicijom su imali subotički kapetani, koje je davala plemenita hrvatska obitelj Sučić, čiji rodonačelnik Luka Sučić je bio podrijetlom iz Bile kod Livna. Kao zamjenici i pomoćnici subotičkih kapetana u izvorima se spominju pripadnici drugih hrvatskih obitelji: Kaići, Marčetići, Vidakovići, Vojnići i drugi.

## Sudjelovanje u ratovima i bitkama
Subotička milicija je sudjelovala u nekoliko ratova i više bitaka. Naime, bila je obvezna ratovati ne samo u okviru Potiske vojne krajine, nego po potrebi i izvan nje. Budući da se Habsburška monarhija tijekom prve polovice 18. stoljeća gotovo stalno nalazila u ratnom stanju, bilo s Osmanskom Turskom, bilo s Francuskom, Subotičku miliciju je često puta rat odveo daleko izvan zavičaja. 
Za vrijeme Velikog turskog rata 1683. – 1699. borila se u čuvenim bitkama kod Slankamena 1691. i kod Sente 1697. Sudjelovala je u neuspjeloj opsadi Temišvara i bitci kod Olaša 20. – 26. kolovoza 1696., koja se završila porazno po austrijsku vojsku pod zapovjednikom Heißlerom. Poslije Senćanske bitke, sudjelovala je pod vrhovnim zapovjedništvom Eugena Savojskog u tzv. »bosanskom ratu«, koji je trajao od 15. listopada do 6. studenoga 1697. Tom prilikom je sudjelovala u borbama u Bosanskoj krajini, u oslobađanju Doboja (16. listopada 1697.) i paljenju Zvornika (koncem listopada 1697.).
Za vrijeme ustanka Franje II. Rákoczyja (1703. – 1711.) sudjelovala je u bitci kod Halaša (5. listopada 1705.) pod vrhovnim zapovjedništvom zapovjednika Segedinske tvrđe Globitza, u bitci kod Vežnja (Vezseny kod Szolnoka) (18. travnja 1706.), u pohodu feldmaršala Rabutina na Kassu (danas Košice u Slovačkoj), važno uporište kuruca u Gornjoj Ugarskoj 1706., u borbama oko Velikog Varadina (danas Oradea u Rumunjskoj) i mnogim drugim sukobima.
Za vrijeme Austrijsko-turskog rata 1716. – 1718. Subotička milicija je sudjelovala u čuvenoj bitci kod Petrovaradina 1716.
Za vrijeme Austrijsko-turskog rata 1737. – 1739. Subotička milicija je sudjelovala u opsadama Vidina i Niša 1737., u obrani Šapca 1737., u bitci kod Mehadije (danas Mehadia u Rumunjskoj) 1738. i obrani Beograda 1739. Subotički šanac je osim vojnih odreda davao i odrede za logistiku, koji su pomagali ratne napore austrijske vojske kod Futoga 1736., Niša i Šapca 1737., Mehadije, Elemira i Segedina 1738.
Za vrijeme Rata za austrijsko naslijeđe Subotička milicija je sudjelovala u obrani Praga (1742.).